# Хвороба

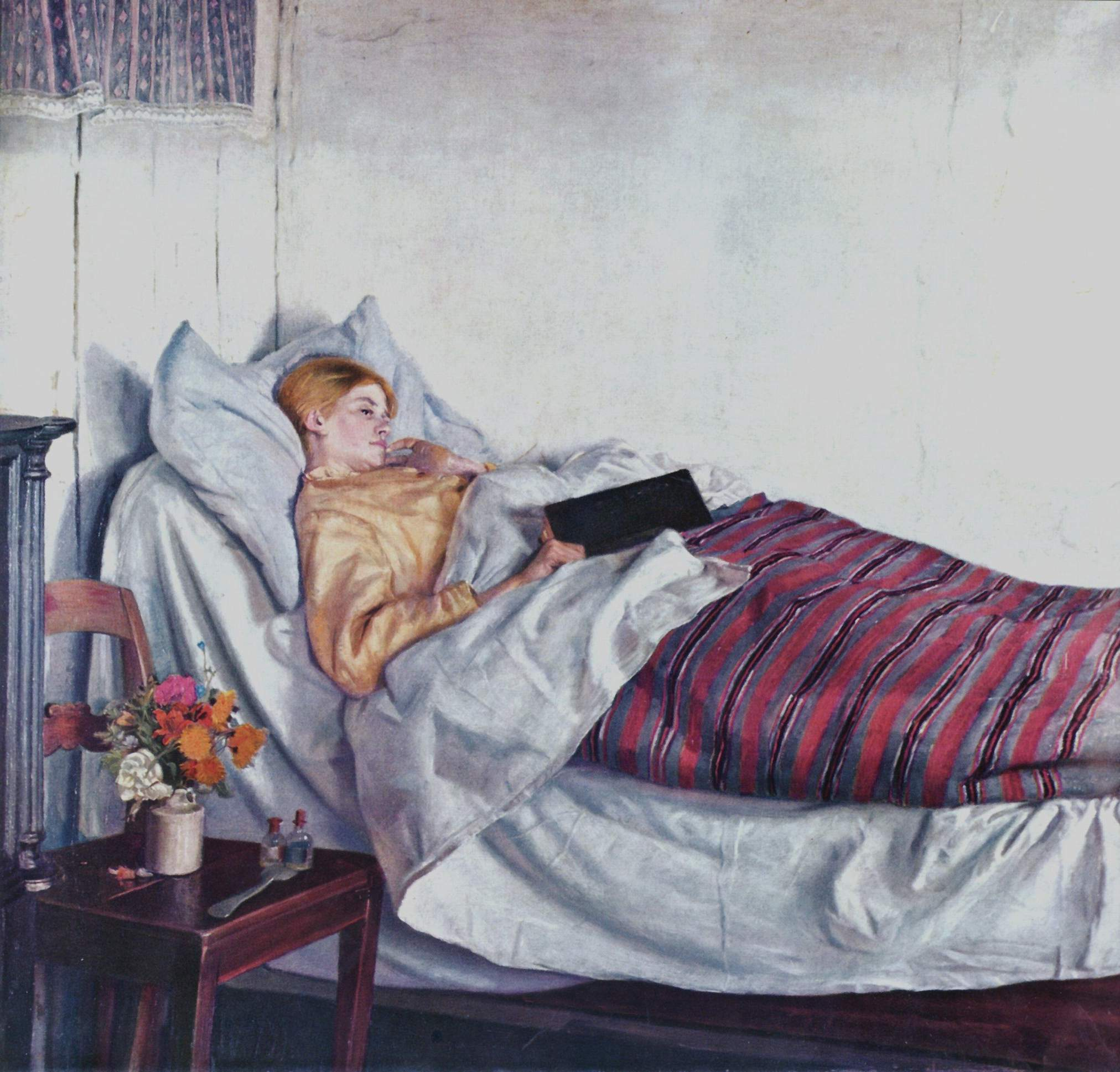
"Хвора дівчина", 1882, Національна галерея Данії

Хворо́ба, або захво́рювання, неду́га (заст. розм. бо́лість, діал. хоро́ба) — специфічний аномальний стан, який негативно впливає на структуру або функцію всього організму або його частини і не пов'язаний безпосередньо з будь-якою зовнішньою травмою. Хворобу часто називають медичним станом, пов'язаним з певними ознаками та симптомами. Хвороба може бути спричинена зовнішніми факторами, такими як патогени, або внутрішніми дисфункціями. Наприклад, внутрішні дисфункції імунної системи можуть спричинити різноманітні захворювання, включаючи різні форми імунодефіциту, гіперчутливості, алергії та автоімунних розладів.
У людей термін хвороба часто використовується в більш широкому сенсі для позначення будь-якого стану, який викликає біль, дисфункцію, страждання, соціальні проблеми або смерть ураженої особи, або подібні проблеми для тих, хто контактує з особою. У цьому ширшому розумінні цей термін іноді включає травми, інвалідність, розлади, синдроми, інфекції, ізольовані симптоми, девіантну поведінку, та нетипові варіації структури та функції, тоді як в інших контекстах і для інших цілей елементи цього списку можна вважати різними категоріями. Хвороби можуть впливати на людей не лише фізично, а й психічно, оскільки зараження хворобою та життя з нею може змінити погляди ураженої людини на життя.
Смерть внаслідок хвороби називається смертю з природних причин. Існує чотири основних типи захворювань: інфекційні захворювання, захворювання, пов'язані з неправильним харчуванням, спадкові захворювання (включаючи як генетичні, так і негенетичні спадкові захворювання), і фізіологічні захворювання. Захворювання також можна класифікувати іншими способами, наприклад, інфекційні та неінфекційні захворювання. Найбільш смертоносними захворюваннями серед людей є ішемічна хвороба серця (перешкода кровотоку), за якою йдуть цереброваскулярні хвороби та інфекції нижніх дихальних шляхів. У розвинутих країнах захворюваннями, які спричиняють найбільше недуг, є нервово-психічні стани, такі як депресія та тривога.
Дослідження хвороби називається патологією, яка включає вивчення етіології або причини.

## Термінологія

### Поняття
У багатьох випадках такі терміни, як хвороба, розлад, захворюваність, недуга та захворювання використовуються як синоніми; однак є ситуації, коли конкретні терміни вважаються кращими для використання.
Хвороба
Термін хвороба (англ. disease) в широкому сенсі означає будь-який стан, який порушує нормальне функціонування організму. З цієї причини хвороби пов'язують з порушенням нормальних гомеостатичних процесів організму. Зазвичай цей термін використовується для позначення конкретно інфекційних захворювань, які є клінічно вираженими захворюваннями, що є результатом присутності патогенних мікробних агентів, включаючи віруси, бактерії, грибки, найпростіші, багатоклітинні організми та аберантні білки, відомі як пріони. Інфекція або колонізація, яка не спричиняє та не призводить до клінічно вираженого порушення нормального функціонування, наприклад, наявність звичайних бактерій та дріжджових грибків у кишки або віруса-пасажира, не вважається хворобою. Навпаки, інфекція, яка протікає безсимптомно протягом інкубаційного періоду, але очікується, що симптоми з'являться пізніше, зазвичай вважається хворобою. Неінфекційні захворювання — всі інші захворювання, включаючи більшість форм раку, хвороби серця та генетичні захворювання.
Набута хвороба
Набута хвороба (англ. acquired disease) — це хвороба, яка виникла в певний момент протягом життя, на відміну від хвороби, яка вже була наявна при народженні, тобто вродженої хвороби. Набута звучить так, ніби це може означати «підхоплену через зараження», але насправді це просто означає придбану через деякий час після народження хворобу. Також може здатися, що це може означати вторинне захворювання, але набута хвороба може бути первинним захворюванням.
Гостре захворювання
Гостре захворювання (англ. acute disease) — короткочасне (гостре) захворювання; термін іноді також означає фульмінантний характер захворювання
Хронічний стан або хронічне захворювання
Хронічне захворювання (англ. chronic disease) — захворювання, яке зберігається протягом тривалого часу, часто протягом принаймні шести місяців, але може також включати захворювання, які, як очікується, триватимуть протягом усього природного життя людини.
Вроджений розлад або вроджене захворювання
Вроджений розлад (англ. congenital disorder) — розлад, який присутній при народженні. Часто є генетичним захворюванням або розладом і може передаватися у спадок. Може також бути наслідком перинатальної інфекції, отриманої від матері, наприклад ВІЛ/СНІД.
Генетичні хвороби
Генетичні хвороби або розлади (англ. genetic disease) викликані однією або кількома генетичними мутаціями. Часто передається у спадок, але деякі мутації є випадковими та de novo.
Спадкові захворювання
Спадкові захворювання (англ. hereditary disease) — тип генетичної хвороби, спричиненої генетичними мутаціями, які є спадковими (і можуть передаватись у родинах)
Ятрогенна хвороба
Ятрогенна хвороба (англ. iatrogenic disease) (або стан) викликана медичним втручанням, або як побічний ефект лікування, або як непередбачений результат.
Ідіопатичне захворювання
Ідіопатичне захворювання (англ. idiopathic disease) має невідому причину або джерело. З розвитком медичної науки деякі захворювання з абсолютно невідомими причинами були пояснені, тому вони втратили свій ідіопатичний статус. Наприклад, коли були виявлені мікроби, стало відомо, що вони є причиною інфекції, але конкретні мікроби та хвороби не були пов'язані між собою. В іншому прикладі відомо, що автоімунітет є причиною деяких форм цукрового діабету 1 типу, хоча конкретні молекулярні шляхи, за допомогою яких він діє, ще не зрозумілі. Також відомо, що певні фактори пов'язані з певними захворюваннями; однак асоціація не обов'язково означає причинно-наслідковий зв'язок. Наприклад, третій фактор може спричиняти як хворобу, так і пов'язані з нею явища.
Невиліковна хвороба
Хвороба, яку неможливо вилікувати (англ. incurable disease). Невиліковні хвороби не обов'язково є такими, що призводять до смерті, і іноді симптоми хвороби можна настільки пом'якшити, що хвороба практично не впливає на якість життя.
Первинне захворювання
Первинне захворювання (англ. primary disease) — це захворювання, яке є першопричиною, на відміну від вторинного захворювання, яке є наслідком або ускладненням, викликаним первинним захворюванням. Наприклад, застуда є первинним захворюванням, а нежить є можливим вторинним захворюванням або наслідком. Лікар повинен визначити, яке первинне захворювання, застуда або бактеріальна інфекція, викликає у пацієнта вторинну нежить коли приймає рішення про призначення антибіотиків.
Вторинне захворювання
Вторинне захворювання (англ. secondary disease) — це захворювання, яке є наслідком або ускладненням попереднього захворювання, що є причиною, яке називають первинним захворюванням або просто основною причиною (першопричиною). Наприклад, бактеріальна інфекція може бути первинною, коли здорова людина піддається впливу бактерій і заражається, або вона може бути вторинною по відношенню до первинної причини, яка робить організм вразливим до інфекції. Наприклад, первинна вірусна інфекція яка послаблює імунну систему може призвести до вторинної бактеріальної інфекції. Подібним чином первинний опік, який створює відкриту рану, може стати точкою входу для бактерій і призвести до вторинної бактеріальної інфекції.
Термінальна хвороба
Термінальна хвороба (англ. terminal disease) — хвороба, яка, як очікується, неминуче призведе до смерті. Раніше СНІД вважався термінальною хворобою; зараз СНІД невиліковний, але за допомогою ліків його можна тримати під контролем необмежений час.
Захворювання
Терміни захворювання (англ. illness) і недуга (англ. sickness) зазвичай використовуються як синоніми хвороби; однак термін «хвороба» іноді використовується для позначення конкретного досвіду пацієнта щодо його хвороби. У цій моделі людина може мати захворювання, не будучи хворою (мати об'єктивно визначений, але безсимптомний медичний стан, такий як субклінічна інфекція або мати клінічно очевидні порушення фізичного стану, але не відчувати хвороби чи стресу), почуватися недобре але не бути хворим (наприклад, коли людина сприймає звичайний досвід як медичний стан або медикалізує ситуацію в своєму житті, не пов'язану з хворобою, наприклад, людина, яка почувається погано через збентеження, і яка інтерпретує ці почуття як хворобу, а не як нормальні емоції). Симптоми хвороби часто є не прямим результатом інфекції, а сукупністю еволюційних реакцій — хворобливої поведінки організму, яка допомагає очистити інфекцію та сприяти одужанню. Такі аспекти хвороби можуть включати млявість, депресію, втрату апетиту, сонливість, гіпералгезію та нездатність зосередитися.
Розлад
Розлад (англ. disorder) — це функціональна аномалія або порушення, яке може проявлятися (або не проявлятися) певними ознаками та симптомами. Медичні розлади можна розділити на психічні розлади, фізичні розлади, генетичні розлади, емоційні та поведінкові розлади та функціональні розлади. Термін розлад часто вважається більш нейтральним і менш стигматизуючим, ніж терміни хвороба або захворювання, і тому є кращою термінологією за деяких обставин. У застосуванні до сфери психічного здоров'я термін психічний розлад використовується як спосіб визнання складної взаємодії біологічних, соціальних і психологічних факторів у психіатричних станах; однак термін розлад також використовується в багатьох інших галузях медицини, насамперед для визначення фізичних розладів, які не спричинені інфекційними організмами, наприклад, метаболічних розладів.
Медичний стан або стан здоров'я
Медичний стан (англ. medical condition) або стан здоров'я (англ. health condition) — це широке поняття, яке включає всі захворювання, ураження, розлади або непатологічні стани, які зазвичай отримують медичне лікування, наприклад, вагітність або пологи. Хоча термін медичний стан зазвичай включає психічні захворювання, у деяких контекстах цей термін використовується спеціально для позначення будь-якої хвороби, травми чи захворювання, за винятком психічних захворювань. Діагностичний і статистичний посібник з психічних розладів (англ. DSM), широко використовуваний посібник з психіатрії, який визначає всі психічні розлади, використовує термін загальний медичний стан для позначення всіх хвороб, захворювань і травм, за винятком психічних розладів. Таке використання також часто зустрічається в літературі, присвяченій психіатрії. Деякі поліси медичного страхування також визначають медичний стан як будь-яку хворобу, травму або захворювання, за винятком психіатричних захворювань.
Оскільки цей термін є більш нейтральним, ніж такі терміни, як хвороба, люди з проблемами здоров'я, які вони не вважають згубними, іноді віддають перевагу терміну медичний стан. Однак, наголошуючи на медичній природі захворювання, цей термін іноді відкидається, наприклад, прихильниками руху за права людей з аутизмом.
Термін медичний стан також є синонімом стану здоров'я пацієнта, і в цьому випадку він описує поточний стан окремого пацієнта з медичної точки зору. Таке вживання з'являється, наприклад, у висловлюваннях, які описують пацієнта як такого, що перебуває у критичному стані.
Хворобливість
Хворобливість, морбідність (англ. morbidity, з Latin  morbidus «хворий, нездоровий») — хворобливий стан, інвалідність або погіршення здоров'я з будь-якої причини. Термін може вказувати на існування будь-якої форми захворювання або на те, наскільки стан здоров'я впливає на пацієнта. Серед тяжкохворих пацієнтів рівень хворобливості часто вимірюють за допомогою медичної оцінки. Коморбідність або супутня хвороба —  одночасна наявність двох або більше захворювань, наприклад, таких як шизофренія та зловживання психоактивними речовинами.
В епідеміології та актуарній науці, термін морбідність (також рівень захворюваності або частота захворюваності) може стосуватися або рівня захворюваності, поширеності захворювання чи стану здоров'я, або відсотка людей, які відчувають певний стан протягом певного періоду часу (наприклад, 20 % людей захворіють на грип через рік). Ця міра захворювання протиставляється рівню смертності від захворювання, який є часткою людей, які помирають протягом певного інтервалу часу. Показники захворюваності використовуються в актуарних професіях, таких як медичне страхування, страхування життя та страхування довгострокового догляду, для визначення страхових внесків, що стягуються з клієнтів. Показники захворюваності допомагають страховим компаніям передбачити ймовірність того, що застрахований заразиться чи розвине будь-яке із зазначених захворювань.
Патоз або патологія
Патоз (англ. pathosis) є синонімом хвороби. Слово патологія (англ. pathology) також має таке значення, у якому воно зазвичай використовується лікарями в медичній літературі, хоча деякі редактори вважають за краще вживати слово патологія в інших значеннях. Іноді незначний конотативний відтінок може сприяти використанню патології чи патозу, підкреслюючи наявність «якогось [поки що погано проаналізованого] патофізіологічного процесу», а не хвороби, що означало б «специфічне захворювання, визначене діагностичними критеріями, які вже виконані». Це важко визначити денотативно, але це пояснює, чому когнітивна синонімія не є незмінною.
Синдром
Синдром (англ. syndrome) — це сукупність кількох ознак і симптомів або інших характеристик, які часто виникають разом, незалежно від того, чи відома причина. Відомо, що деякі синдроми, такі як синдром Дауна, мають лише одну причину (додаткову хромосому при народженні). Відомо, що інші, такі як синдром Паркінсона, мають кілька можливих причин. Гострий коронарний синдром, наприклад, сам по собі не є окремим захворюванням, а скоріше є проявом будь-якої з кількох хвороб, включаючи інфаркт міокарда, який є вторинним по відношенню до ішемічної хвороби серця. Проте для інших синдромів причина невідома. Відома назва синдрому часто залишається вживаною навіть після того, як було знайдено основну причину або коли існує кілька різних можливих первинних причин. Прикладами використання першої назви є синдром Тернера та синдром Ді Георга, які все ще часто називають «синдромом», незважаючи на те, що їх також можна розглядати як захворювання, а не лише як набори ознак і симптомів.
Передхвороба
Передхвороба (англ. predisease) — це субклінічний або продромальний авангард захворювання. Типовими прикладами є переддіабет і прегіпертонія. Проте нозологія чи епістемологія передхвороби є суперечливою, оскільки рідко існує чітке правило, яке розмежовує законну стурбованість щодо субклінічного або премоніторного статусу та спричинену конфліктом інтересів надмірну медикалізацію (наприклад, виробниками фармацевтичних засобів) або демедикалізацію (наприклад, медичними страхувальниками та страхувальниками по інвалідності). Виявлення легітимної передхвороби може призвести до корисних профілактичних заходів, таких як мотивація людини виконувати здорову кількість фізичних вправ, але надання здоровій людині необґрунтованого уявлення про передхворобу може призвести до надмірного лікування, наприклад перед прийомом ліків, які допомагають лише людям з важкими захворюваннями, або до плати за лікування з низьким співвідношенням користі та витрат.
В одному огляді запропоновано три критерії передхвороби:
- високий ризик прогресування захворювання, що робить «набагато більшу ймовірність його розвитку», ніж інші, наприклад, передраковий стан майже напевно перетвориться з часом на рак
- дієвість для зниження ризику — наприклад, видалення передракової тканини запобігає її перетворенню в потенційно смертельний рак
- користь, яка переважує шкоду від будь-яких втручань — видалення передракової тканини запобігає раку, а отже, запобігає потенційній смерті від раку.

### Типи за системою організму
Психічні
Психічний розлади (англ. mental disorder) — це широке загальне позначення для категорії захворювань, які можуть включати афективну або емоційну нестабільність, поведінкову аномалію, когнітивну дисфункцію або порушення. Конкретні захворювання, відомі як психічні захворювання, включають, серед іншого, серйозну депресію, узагальнені тривожні розлади, шизофренію, та синдром дефіциту уваги та гіперактивності. Психічне захворювання може мати біологічне (наприклад, анатомічне, хімічне або генетичне) або психологічне (наприклад, травма чи конфлікт) походження. Воно може погіршити здатність ураженої людини працювати чи навчатися та може зашкодити міжособистісним стосункам[джерело?].
Хвороби органів
Хвороби органів (англ. organic disease) — це захворювання, спричинені фізичними або фізіологічними змінами в тканинах або органах тіла. Цей термін іноді не охоплює інфекції. Зазвичай використовується, щоб підкреслити відмінність від психічних розладів. Сюди входять емоційні та поведінкові розлади, якщо вони спричинені змінами у фізичних структурах або функціонуванні тіла, наприклад, після інсульту чи черепно-мозкової травми, але не якщо вони спричинені психосоціальними проблемами.

### Періоди розвитку хвороби
При інфекційному захворюванні інкубаційний період — це час між зараженням і появою симптомів. Латентний період — це час між зараженням і здатністю захворювання поширюватися на іншу людину, який може передувати, слідувати або бути одночасно з появою симптомів. Деякі віруси також демонструють фазу відсутності активності, яка називається вірусною латентністю, під час якої вірус ховається в організмі в неактивному стані. Наприклад, вірус вітряної віспи викликає вітряну віспу в гострій фазі; після одужання від вітряної віспи вірус може залишатися в латентному стані в нервових клітинах протягом багатьох років, а пізніше викликати оперізуючий герпес.
Гостре захворювання
Гостре захворювання (англ. acute disease) — це короткочасна хвороба, як, наприклад, звичайна застуда.
Хронічне захворювання
Хронічне захворювання (англ. chronic condition) — це захворювання, яке продовжується тривалий час, зазвичай не менше шести місяців. Протягом цього часу захворювання може бути присутнім постійно або може переходити в ремісію з періодичними рецидивами. Хронічне захворювання може бути стабільним (не погіршуватися) або прогресувати (з часом погіршуватися). Деякі хронічні хвороби можна вилікувати остаточно. Більшість хронічних захворювань можна успішно лікувати, навіть якщо їх неможливо остаточно вилікувати.
Клінічна хвороба
Клінічна хвороба (англ. clinical disease) — така, що має клінічні наслідки; іншими словами, це стадія захворювання, яка викликає характерні ознаки та симптоми цього захворювання. СНІД — клінічна стадія ВІЛ-інфекції.
Вилікування
Вилікування (англ. cure) — це завершення захворювання або лікування, яке, швидше за все, призведе до його усунення, тоді як ремісія означає зникнення, можливо, тимчасове, симптомів. Повна ремісія — найкращий результат при невиліковних захворюваннях.
Загострення
Загострення (англ. flare-up) може означати повторення або появу більш серйозних симптомів.
Прогресуюча хвороба
Прогресуюча хвороба (англ. progressive disease) — це хвороба, типовим природним перебігом якої є загострення хвороби до смерті, серйозної слабкості або відмови органів. Повільно прогресуючі захворювання також є хронічними захворюваннями; багато з них також є дегенеративними хворобами. Протилежністю прогресуючої хвороби є стабільна хвороба (англ. stable disease) або статична хвороба (англ. static disease): медичний стан, який існує, але не покращується чи погіршується.
Рефрактерна хвороба
Рефрактерна хвороба (англ. refractory disease) — це хвороба, яка протидіє лікуванню, особливо в окремих випадках, коли хвороба протидіє лікуванню більше, ніж є нормою для конкретної хвороби.
Субклінічна хвороба
Також називається непомітною хворобою (англ. silent disease), непомітною стадією (англ. silent stage) або безсимптомною хворобою (англ. asymptomatic disease). При деяких захворюваннях це стадія до появи перших симптомів.
Термінальна фаза
Якщо людина незабаром помре від хвороби, незалежно від того, чи ця хвороба зазвичай спричиняє смерть, то стадія між раннім процесом захворювання та активною фазою вмирання є термінальною фазою.
Відновлення
Відновлення (англ. recovery) може означати відновлення фізичних процесів (тканин, органів тощо) і відновлення здорового функціонування після того, як процеси, що спричинили пошкодження, були вилікувані.

### Ступінь
Локалізована хвороба

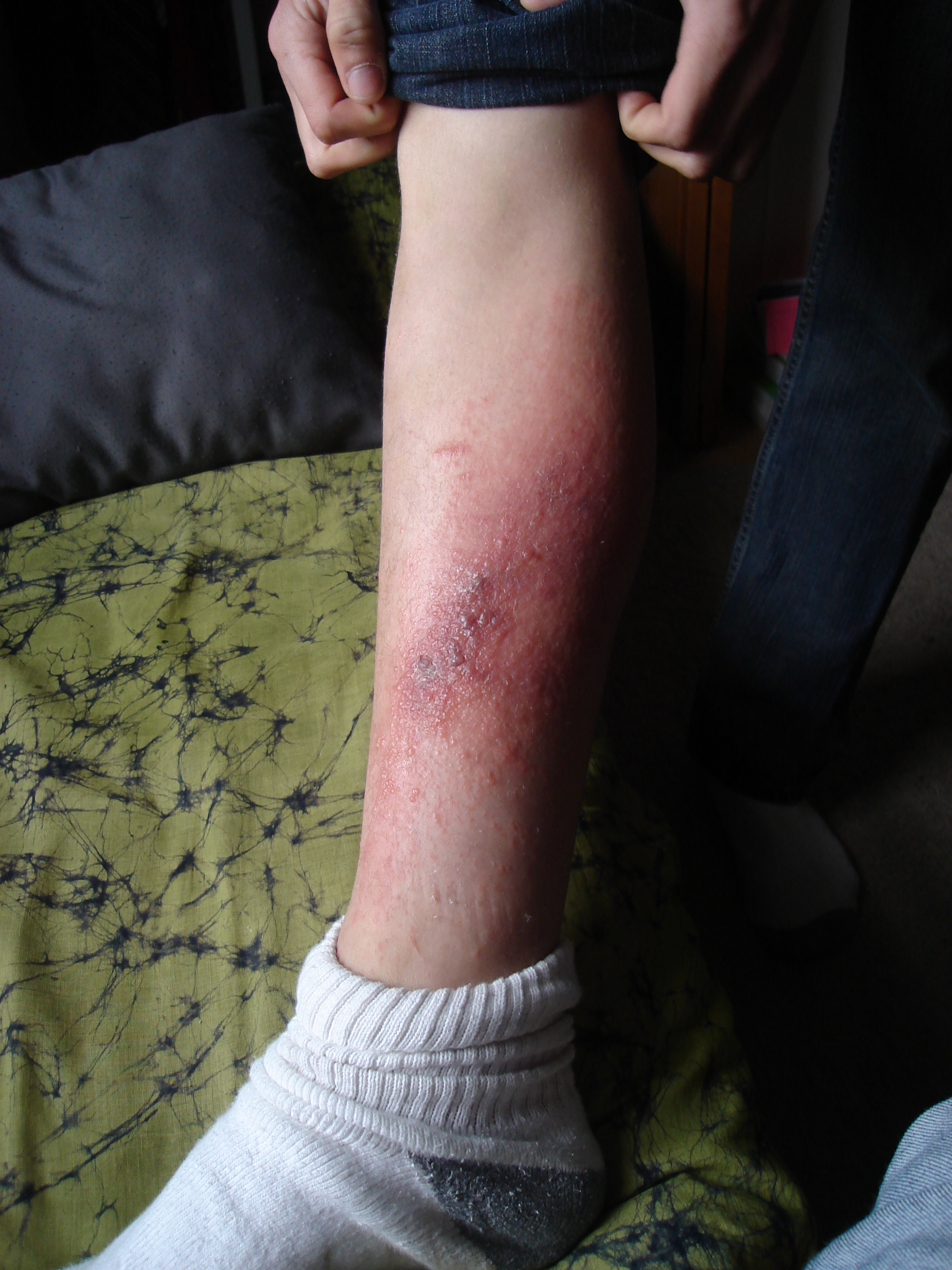
Цей висип вражає лише одну частину тіла, тому це локалізоване захворювання.

Локалізована хвороба (англ. localized disease) вражає лише одну частину тіла, наприклад мікоз стопи або інфекція ока.
Розповсюджене захворювання
Розповсюджене захворювання (англ. disseminated disease) поширюється на інші частини; при раку це зазвичай називають метастазами.
Системне захворювання
Системне захворювання (англ. systemic disease) — це захворювання, яке вражає весь організм, наприклад грип або артеріальна гіпертензія.

## Еволюція поняття
Розвиток загальних уявлень про хворобу змінювався впродовж історії розвитку самої медицини. Давньогрецький лікар Гіппократ причиною хвороби вважав неправильне змішання чотирьох основних рідин організму: крові, слизу, жовчі жовтої та чорної (венозна кров). Приблизно в той самий час на основі атомістичного вчення Демокріта виникло уявлення, що хвороба розвивається внаслідок зміни форми атомів і їхнього неправильного розташування.
Наприкінці старої, на початку нової ери і особливо у Середньовіччі з'явилися ідеалістичні погляди на вчення про хворобу, згідно з якими душа, або особливий вид життєвої сили («архе»), визначає боротьбу організму зі змінами, викликаними хворобою. Матеріалістичні погляди на хворобу у Середньовіччі розвивав Ібн Сіна (виникнення хвороби під впливом невидимих істот, роль конституції організму).
У XVII—XIX століттях великий внесок у вчення про хворобу внесли Джованні Баттиста Морганьї (думка про зв'язок хвороби з анатомічними змінами в органах), Марі Франсуа Ксав'є Біша (опис патологоанатомічної картини ряду хвороб), Рудольф Вірхов (теорія целлюлярної патології), Клод Бернар (хвороба — порушення гомеостазу організму). С. П. Боткін, В. В. Пашутін, І. П. Павлов, О. О. Остроумов пов'язували хворобу із порушенням умов існування людини й розвивали уявлення про хворобу на основі ідеї нервизму.
Незважаючи на велику кількість робіт із проблеми хвороби, це поняття досі не є точно детермінованим. Деякі автори заперечують якісні особливості хвороби у порівнянні зі здоров'ям. Так, О. О. Богомолець висловлював думку, що хвороба не створює в організмі нічого істотно нового. Інші включають у поняття «хвороба» лише біологічні закономірності. За П. Д. Горизонтовим, хвороба являє собою загальну складну реакцію, що виникає в результаті порушення взаємовідносин організму і середовища. Хвороба супроводжується розвитком патологічних процесів, що представляють місцеві прояви загальної реакції організму. У працях І. В. Давидовського відстоюється положення, згідно з яким, не існує принципових відмінностей між фізіологією і патологією. Патологічні процеси і хвороба, на його думку, — всього лише особливості пристосувальних процесів, пов'язаних зі суб'єктивним стражданням. Відповідно до концепції Ганса Сельє про загальний адаптаційний синдром, хвороба являє собою напругу («стрес»), який виникає в організмі під впливом на нього надзвичайного подразника.

## Класифікація хвороб людини
Хвороби можна класифікувати за причиною, патогенезом (механізмом, за допомогою якого виникає захворювання) або за симптомами. Крім того, захворювання можна класифікувати відповідно до залученої системи органів, хоча це часто буває складно, оскільки багато захворювань вражають більше ніж один орган.
Головна складність нозології полягає в тому, що захворювання часто неможливо чітко визначити та класифікувати, особливо коли причина або патогенез невідомі. Таким чином, діагностичні терміни часто відображають лише симптом або набір симптомів (синдром).
Класична класифікація хвороб людини випливає з спостережуваної кореляції між патологічним аналізом і клінічними синдромами. У нинішній час вважають за краще класифікувати хвороби за причиною, якщо вона відома.
Найвідомішою і найчастіше використовуваною класифікацією хвороб є Міжнародна класифікація хвороб Всесвітньої організації охорони здоров'я. Ця класифікація періодично оновлюється. На даний момент останньою публікацією є МКХ-11.

## Причини розвитку хвороб
Хвороби можуть бути викликані різними факторами і можуть бути набутими або вродженими. Мікроорганізми, генетика, навколишнє середовище або їх поєднання можуть сприяти хворому стану.
Лише деякі захворювання, такі як грип, є заразними і зазвичай вважаються заразними. Мікроорганізми, які викликають ці захворювання, відомі як патогени, і включають різні бактерії, віруси, найпростіші та грибки. Інфекційні захворювання можуть передаватися через контакт із інфекційним матеріалом на поверхнях із рук у рот, через укуси комах або інших носіїв хвороби а також через забруднену воду чи їжу (часто через фекальні забруднення) тощо. Також існують хвороби, що передаються статевим шляхом. У деяких випадках відіграють певну роль мікроорганізми, які не поширюються легко від людини до людини, тоді як іншим захворюванням можна запобігти або полегшити їх за допомогою відповідного харчування чи інших змін у способі життя.
Деякі захворювання, такі як більшість (але не всі) форми раку, хвороби серця та психічні розлади, є неінфекційними захворюваннями. Багато неінфекційних захворювань мають частково або повністю генетичну основу (див. генетичні хвороби) і тому можуть передаватися від одного покоління до іншого.
Соціальні фактори здоров'я — це соціальні умови, в яких живуть люди, які визначають їх здоров'я. Хвороби, як правило, пов’язані з соціальними, економічними, політичними та екологічними обставинами. Соціальні фактори здоров'я були визнані декількома організаціями охорони здоров'я, такими як агентство охорони здоров'я Канади та Всесвітньою організацією охорони здоров'я, такими, що суттєво впливають на колективний та особистий добробут. Рада соціальних факторів Всесвітньої організації охорони здоров'я також визнає соціальні фактори здоров'я в умовах бідності.
Коли причина хвороби погано зрозуміла, суспільства схильні міфологізувати хворобу або використовувати її як метафору чи символ того, що ця культура вважає злом. Наприклад, поки в 1882 році не було виявлено бактеріальну причину туберкульозу, експерти по-різному пояснювали це захворювання — спадковістю, сидячим способом життя, депресивним настроєм і надмірним захопленням сексом, рясною їжею чи алкоголем, які на той час були соціальними проблемами.
Коли хвороба спричинена патогенним організмом (наприклад, коли малярія малярія спричинена плазмодіями), не слід плутати патоген (причину хвороби) із самою хворобою. Наприклад, вірус Західного Нілу (патоген) викликає гарячку Західного Нілу (захворювання). У наукових публікаціях часто зустрічається зловживання базовими визначеннями епідеміології.

### Типи причин

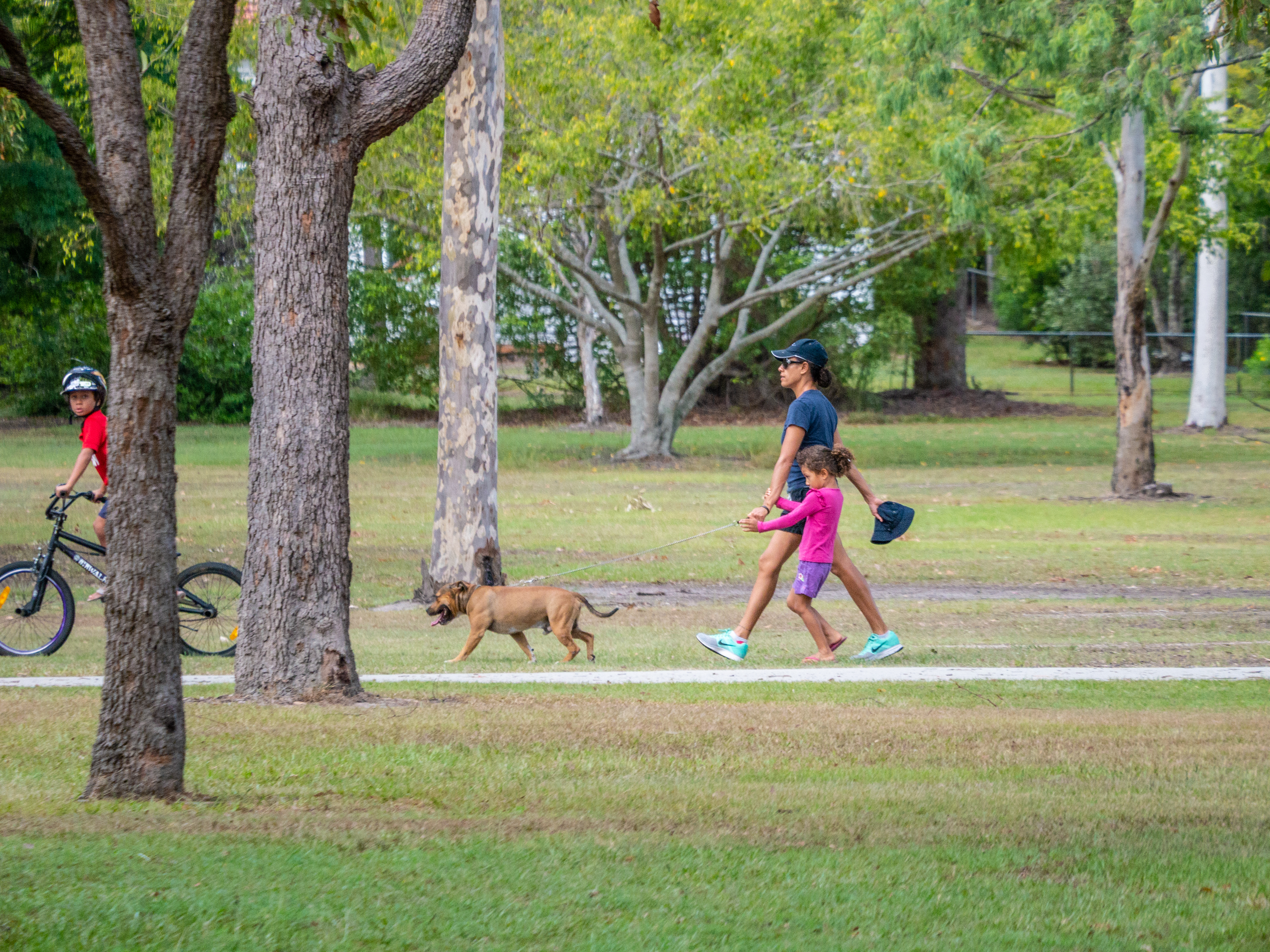
Регулярна фізична активність, наприклад їзда на велосипеді або ходьба, знижує ризик захворювань, пов’язаних зі способом життя.

Передача повітряно-крапельним шляхомХвороба, що передається повітряно-крапельним шляхом (англ. airborne disease) — будь-яка хвороба, яка спричинена збудниками та передається повітряно-крапельним шляхом.
Харчового походженняХвороба харчового походження (англ. foodborne illness) або харчове отруєння (англ. food poisoning) — це будь-яке захворювання, яке виникає внаслідок споживання їжі, зараженої патогенними бактеріями, токсинами, вірусами, пріонами або паразитами.
ІнфекційніІнфекційні захворювання (англ. infectious disease), також відомі як трансмісивні хвороби (англ. transmissible diseases, communicable diseases), охоплюють клінічно очевидні захворювання (тобто характерні медичні ознаки або симптоми захворювання), що є наслідком інфекції, присутності та росту патогенних біологічних агентів в окремому організмі господаря. До цієї категорії входять заразні хвороби (англ. contagious disease) — інфекції, такі як грип або застуда, які зазвичай передаються від однієї людини до іншої — та інфекції (англ. communicable diseases) — захворювання, які можуть поширюватися від однієї людини до іншої, але не обов'язково через щоденний контакт.
Пов'язані зі способом життяХвороба, пов'язана зі способом життя (англ. lifestyle disease) — це будь-яка хвороба, частота якої зростає в міру того, як країни стають більш індустріалізованими та люди живуть довше, особливо якщо фактори ризику включають поведінковий вибір, наприклад малорухливий спосіб життя або дієту з високим вмістом нездорової їжі, такої як рафіновані вуглеводи, транс-жири або алкогольні напої.
НеінфекційніНеінфекційне захворювання (англ. non-communicable disease) — це медичний стан або хвороба, яка не передається. Неінфекційні захворювання не можуть передаватися безпосередньо від однієї людини до іншої. Серцево-судинні захворювання та рак є прикладами неінфекційних захворювань у людей.

## Профілактика
Багато захворювань і розладів можна запобігти різними способами. До них належать санітарія, правильне харчування, адекватні фізичні вправи, щеплення, інші заходи догляду за собою та охорони громадського здоров'я, такі як обов'язкове використання масок для обличчя[джерело?].

## Лікування
Медична терапія (англ. therapy) чи лікування (англ. treatment) — це спроба вилікувати або покращити стан, викликаний хворобою або іншими проблемами зі здоров'ям. У галузі медицини терапія є синонімом слова  лікування. Серед психологів цей термін може стосуватися конкретно психотерапії або «розмовної терапії». Загальні методи лікування включають медикаменти, хірургічне втручання, медичні пристрої і догляд за собою. Лікування може надаватися організованою системою охорони здоров'я  або неофіційно пацієнтом або членами його сім'ї.
Профілактична медична допомога — це спосіб уникнути травми, хвороби чи захворювання. Лікування або вилікування застосовують після того, як медична проблема вже виникла. Метою лікування є покращення або усунення проблеми, але лікування може не призвести до остаточного вилікування, особливо при хронічних захворюваннях. Вилікування включає підмножину методів лікування, які повністю усувають захворювання або назавжди усувають проблеми зі здоров'ям. Багато захворювань, які неможливо повністю вилікувати, все ж піддаються лікуванню. Контроль рівня болю (англ. pain management) (інша назва — болезаспокійлива медицина, англ. pain medicine) — це галузь медицини, яка використовує міждисциплінарний підхід до полегшення болю та покращення якості життя тих, хто живе з болем.
Лікування у разі невідкладного стану має надаватися швидко, у більшості випадків у відділенні невідкладної допомоги (англ. emergency department) або, у менш критичних ситуаціях, в центрі невідкладної допомоги (англ. urgent care facility).

## Епідеміологія
Епідеміологія (англ. epidemiology) — це вивчення факторів, які викликають або сприяють захворюванням. Деякі захворювання частіше зустрічаються в певних географічних регіонах, серед людей з певними генетичними чи соціально-економічними особливостями або в різні пори року.
Епідеміологія вважається базовою методологією досліджень громадської охорони здоров'я та високо цінується в доказовій медицині для визначення факторів ризику захворювань. У вивченні інфекційних і неінфекційних захворювань робота епідеміологів варіюється від розслідування спалаху інфекційної хвороби до планування дослідження, збору даних і аналізу, включаючи розробку статистичних моделей для перевірки гіпотез і документування результатів для подання в рецензовані журнали. Епідеміологи також вивчають взаємодію захворювань у популяції — синдемію. Епідеміологи покладаються на низку інших наукових дисциплін, таких як біологія (для кращого розуміння процесів захворювання), біологічна статистика (поточна необроблена інформація), наука про географічну інформацію (для зберігання даних і картографування моделей захворювань) і дисципліни суспільних наук (для кращого розуміння найближчих і віддалених факторів ризику). Епідеміологія може допомогти визначити причини хвороби, а також скерувати заходи щодо профілактики.
Вивчаючи хвороби, епідеміологія стикається з проблемою їх визначення. Особливо для погано вивчених захворювань різні групи дослідників можуть використовувати суттєво різні визначення. Без узгодженого визначення різні дослідники можуть повідомляти про різну кількість випадків і характеристики захворювання.
Деякі бази даних про захворюваність складаються з даних, наданих органами охорони здоров'я країн і територій на національному рівні або даних у більшому масштабі (наприклад, Європейська база даних про госпітальну захворюваність (англ. HMDB)), які можуть містити дані про виписку з лікарні за детальним діагнозом, віком і статтю. Дані Європейської бази даних HMDB були подані європейськими країнами до Європейського регіонального бюро Всесвітньої організації охорони здоров'я.

## Тягар хвороби
Тягар хвороби (англ. disease burden) — це вплив проблеми зі здоров'ям у регіоні, що вимірюється фінансовими витратами, смертністю, захворюваністю або іншими показниками. 
Існує кілька показників, які використовуються для кількісної оцінки тягаря, який накладають хвороби на людей. Втрачені роки потенційного життя (англ. Years of potential life lost, YPLL) — це проста оцінка кількості років, на які життя людини було скорочено через хворобу. Наприклад, якщо людина помирає у віці 65 років від хвороби і, ймовірно, дожила б до 80 років без цієї хвороби, тоді ця хвороба спричинила втрату 15 років потенційного життя. Вимірювання показника YPLL не враховує ступінь інвалідності людини перед смертю, тому вимірювання розглядає особу, яка раптово померла, та особу, яка померла в тому ж віці після десятиліть хвороби, як еквівалент. У 2004 році Всесвітня організація охорони здоров'я підрахувала, що через передчасну смерть були втрачені 932 мільйони років потенційного життя.
Показники рік життя з поправкою на якість (англ. quality-adjusted life year, QALY) і Роки життя з поправкою на інвалідність (англ. disability-adjusted life year, DALY) схожі, але враховують, чи була людина здоровою після встановлення діагнозу. На додаток до кількості років, втрачених через передчасну смерть, ці вимірювання додають частину років, втрачених через хворобу. На відміну від показника YPLL, ці показники показують тягар, покладений на людей, які дуже хворі, але живуть нормальним життям. Хвороба, яка має високу захворюваність, але низьку смертність, має високий показник DALY і низький показник YPLL. У 2004 році Всесвітня організація охорони здоров'я підрахувала, що 1.5 мільярда років життя з поправкою на інвалідність було втрачено через хвороби та травми. У розвинених країнах серцево-судинні захворювання та інсульт спричиняють найбільше втрат років життя, але нервово-психічні захворювання, такі як великий депресивний розлад, спричиняють найбільше втрат років через хворобу.
| Категорія хвороб | Відсоток YPLL у світі | Відсоток DALY у світі | Відсоток YPLL в Європі | Відсоток DALY в Європі | Відсоток YPLL у США та Канаді | Відсоток DALY у США та Канаді |
| --- | --------------------- | --------------------- | ---------------------- | ---------------------- | ----------------------------- | ----------------------------- |
| Інфекційні захворювання та паразитичні хвороби, особливо інфекції нижніх дихальних шляхів, діарея, СНІД, туберкульоз і малярія | 37 %                  | 26 %                  | 9 %                    | 6 %                    | 5 %                           | 3 %                           |
| Психоневрологічні захворювання, в тому числі великий депресивний розлад                                                        | 2 %                   | 13 %                  | 3 %                    | 19 %                   | 5 %                           | 28 %                          |
| Фізичні травми, особливо внаслідок транспортних аварій                                                                         | 14 %                  | 12 %                  | 18 %                   | 13 %                   | 18 %                          | 10 %                          |
| Серцево-судинні захворювання, головним чином гострий інфаркт міокарда та інсульти                                              | 14 %                  | 10 %                  | 35 %                   | 23 %                   | 26 %                          | 14 %                          |
| Передчасні пологи та інші перинатальні смерті                                                                                  | 11 %                  | 8 %                   | 4 %                    | 2 %                    | 3 %                           | 2 %                           |
| Злоякісні пухлини | 8 %                   | 5 %                   | 19 %                   | 11 %                   | 25 %                          | 13 %                          |

## Суспільство і культура

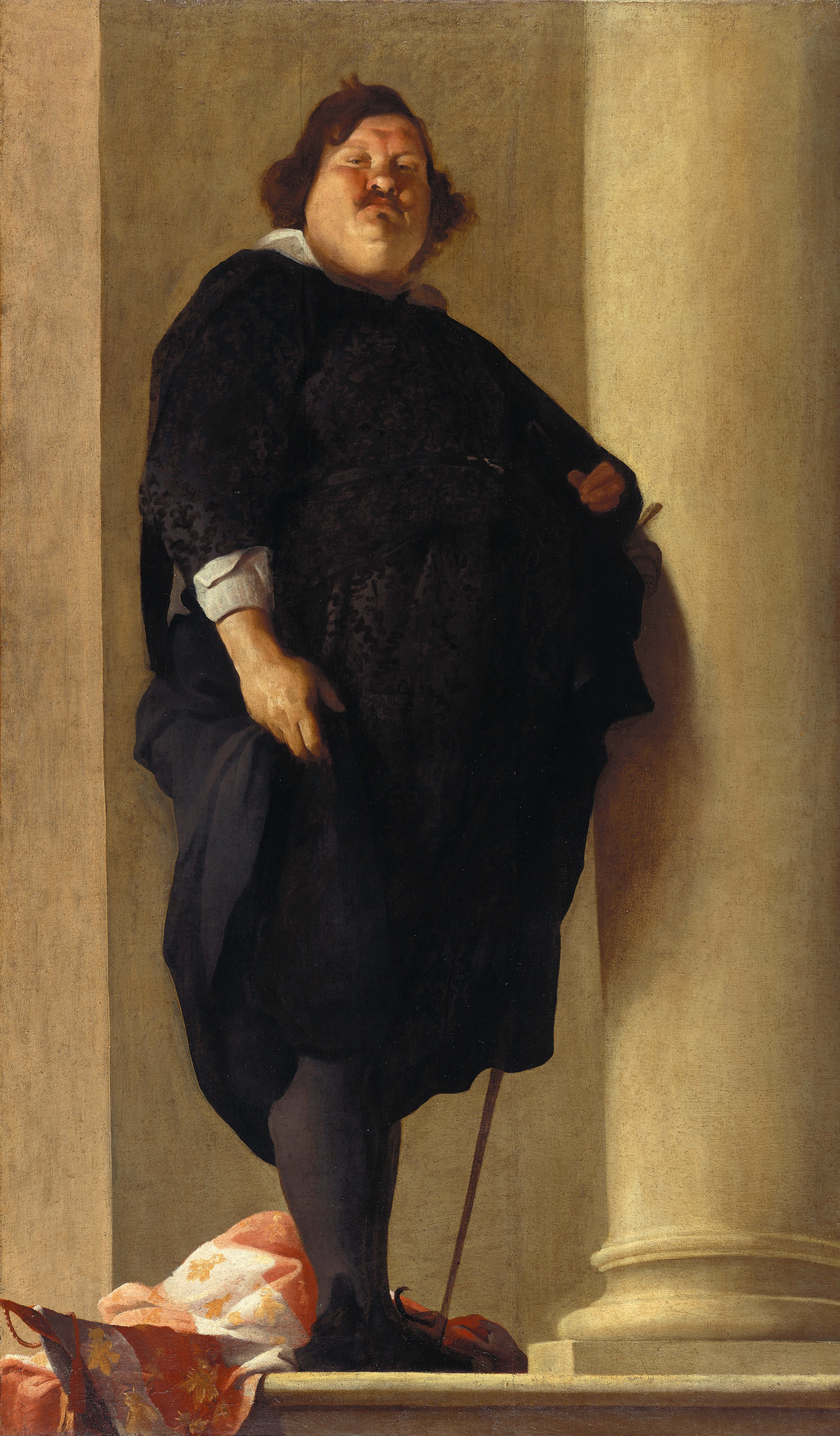
Ожиріння було символом статусу в культурі Відродження: «Тосканський генерал Алессандро даль Борро», приписуваний Андреа Саккі, 1645 р. Зараз ожиріння прийнято вважати хворобою.

Те, як суспільство реагує на хвороби, є предметом медичної соціології.
Медичний стан може вважатися хворобою в деяких культурах або епохах, але не в інших. Наприклад, ожиріння асоціювалося з процвітанням і достатком, і це сприйняття зберігається в багатьох африканських регіонах, особливо з початку епідемії ВІЛ/СНІДу. Серед народу хмонги епілепсія вважається ознакою духовних обдаровувань.
Хвороба надає соціальну легітимність певним пільгам, таким як допомога в разі хвороби, ухилення від роботи та догляд за іншими. Хвора людина виконує соціальну роль, яку називають роллю хворого. Особа, яка протистоїть страшній хворобі, такій як рак, може публічно чи приватно отримати вищий соціальний статус через прийнятні культурні норми. В обмін на ці переваги хвора людина повинна шукати лікування та вживати заходів для відновлення здоров'я. Для порівняння можна згадати вагітність, яка не трактується як хвороба, навіть якщо медична допомога може бути корисною для матері та дитини.
Більшість релігій звільняють хворих людей від релігійних обов'язків. Наприклад, якщо піст під час Йом-Кіпур або Рамадану загрожуватиме життю людини, ця особа не зобов'язана постити або їй навіть заборонено це робити. Хворі люди також звільняються від соціальних зобов'язань. Наприклад, погане самопочуття є єдиною соціально прийнятною причиною відмови американця від запрошення до Білого дому.
Ідентифікація стану як хвороби, а не просто зміни будови чи функції людини, може мати значні соціальні чи економічні наслідки. Суперечливе визнання таких захворювань, як травми, викликані виконанням повторюваних дій (англ. repetitive stress injury, RSI) і посттравматичний стресовий розлад (англ. post-traumatic stress disorder, PTSD) мало ряд позитивних і негативних наслідків для фінансової та іншої відповідальності урядів, корпорацій та установ перед окремими особами, а також для самих осіб. Соціальні наслідки розгляду старіння як хвороби можуть бути глибокими, хоча ця класифікація ще не є широко поширеною.
Історично прокажених уникали через інфекційні захворювання, і термін «прокажений» досі викликає соціальну стигматизацію. Страх перед хворобою все ще може бути широко поширеним соціальним явищем, хоча не всі хвороби викликають надзвичайну соціальну стигму.
Соціальне становище та економічний статус впливають на здоров'я. Хвороби бідності — це хвороби, які пов'язані з бідністю та низьким соціальним статусом; хвороби достатку — це хвороби, які пов'язані з високим соціальним і економічним статусом. Зв’язок між хворобою та соціальним статусом залежить від часу, місця та технології. Деякі захворювання, наприклад цукровий діабет, можуть бути пов'язані як з бідністю (поганий вибір їжі), так і з достатком (тривалість життя та малорухливий спосіб життя) через різні механізми. Термін хвороби, пов'язані зі способом життя описує хвороби, пов'язані з довголіттям, які частіше зустрічаються серед літніх людей. Наприклад, рак набагато більш поширений у суспільствах, де більшість членів живе до 80 років, ніж у суспільствах, де більшість членів помирає, не досягнувши 50 років.

### Мова хвороби
Розповідь про хворобу — це спосіб організації медичного досвіду в послідовну історію, яка ілюструє особистий досвід хворої людини.
Люди використовують метафори щоб поділитися своїм досвідом хвороби. Метафори зміщують фокус розповіді про хворобу з об'єктивного стану, який існує, на емоційний досвід. Найпопулярніші метафори спираються на військові концепції: хвороба — це ворог, якого потрібно боятися, з ним потрібно боротися, битися і розгромити його. Пацієнт або медичний працівник є воїном, а не пасивною жертвою чи спостерігачем. Збудники інфекційних захворювань є загарбниками; неінфекційні захворювання є внутрішнім повстанням або громадянською війною. Оскільки загроза невідкладна, можливо, питання життя чи смерті, неймовірно радикальні, навіть репресивні, заходи є моральним обов'язком суспільства та пацієнта, оскільки вони мужньо мобілізуються для боротьби проти руйнування. Війна з раком є прикладом такого метафоричного використання мови. Ця мова додає сили деяким пацієнтам, але залишає у інших відчуття, що вони невдахи.
Інший клас метафор описує переживання хвороби як подорож: людина подорожує до місця хвороби або звідти, і по дорозі змінюється, відкриває нову інформацію або збільшує свій досвід. Людина може подорожувати «дорогою до одужання» або вносити зміни, щоб «стати на правильний шлях», або вибирати «шляхи». Деякі метафори явно пов'язані з імміграцією: пацієнта було вигнано з рідної території здоров'я до країни хворих, змінюючи при цьому особистість і стосунки. Ця мова більш поширена серед британських медичних працівників, ніж мова фізичної агресії.
Деякі метафори стосуються конкретної хвороби. Рабство — поширена метафора залежностей: алкоголік поневолений випивкою, а курець — у полоні нікотину. Деякі хворі на рак сприймають втрату волосся в результаті хіміотерапії як метонімію або метафору всіх втрат, спричинених хворобою.
Деякі хвороби використовуються як метафори соціальних бід: «Рак» є загальним описом усього, що є ендемічним і руйнівним у суспільстві, наприклад бідності, несправедливості чи расизму. СНІД розглядався як божественний вирок моральному занепаду, і лише очистивши себе від «забруднення» «загарбником», суспільство могло знову стати здоровим. Зовсім недавно, коли СНІД почав здаватися менш загрозливим, цей тип емоційної мови застосовували до пташиного грипу та цукрового діабету 2 типу. Автори 19 століття зазвичай використовували туберкульоз як символ і метафору трансцендентності. У літературі люди з цим захворюванням зображувалися як такі, що піднялися над повсякденним життям, щоб стати ефемерними об'єктами духовних чи мистецьких досягнень. У 20-х роках, після того, як причина туберкульозу була краще зрозуміла, сама хвороба стала емблемою бідності, злиднів та інших соціальних проблем.

## Додаткова література
- Невідкладні стани / Регеда М. С., Кресюн В. Й., Фрайт В. М. — Львів: Магнолія, 2008. — 844 с.
- Хроніосептичні хвороби внутрішніх органів / Олійник С. Ф., Федорів Я.-Р. М. — Львів,  2009.— 460 с.
- Шкірні ознаки внутрішніх та інфекційних хвороб в практиці сімейного лікаря. Навчальний посібник / За редакцією Є. Х. Заремби, А. В. Циснецької. — Львів, 2014. — 184 с., іл.